# Iolaphilus aequatorialis
Iolaphilus aequatorialis är en fjärilsart som beskrevs av Henry Stempffer och Bennett 1958. Iolaphilus aequatorialis ingår i släktet Iolaphilus och familjen juvelvingar. Inga underarter finns listade i Catalogue of Life.